# 德国联邦国防军纪念碑

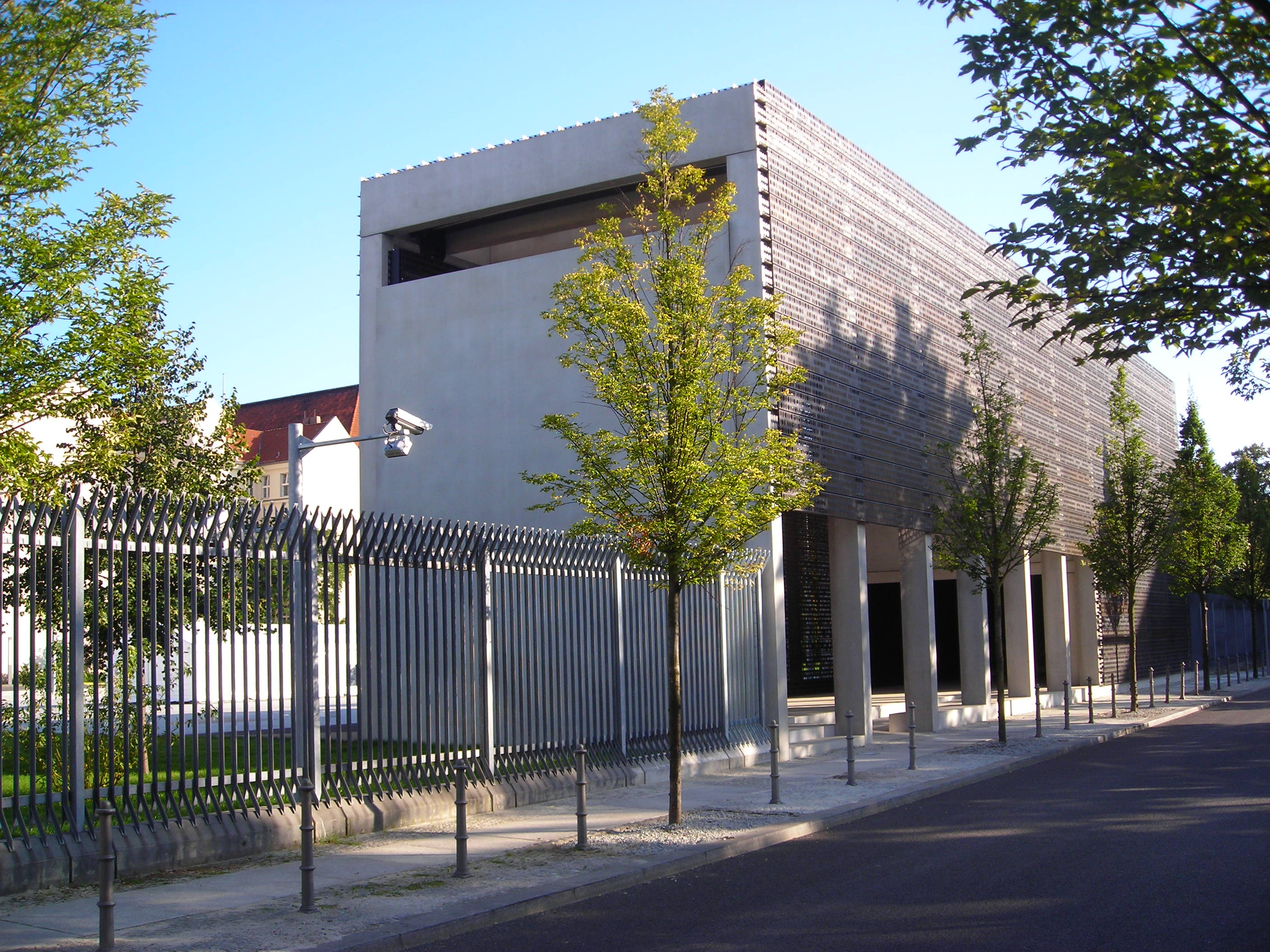
柏林联邦国防部旁的德国联邦国防军纪念碑。

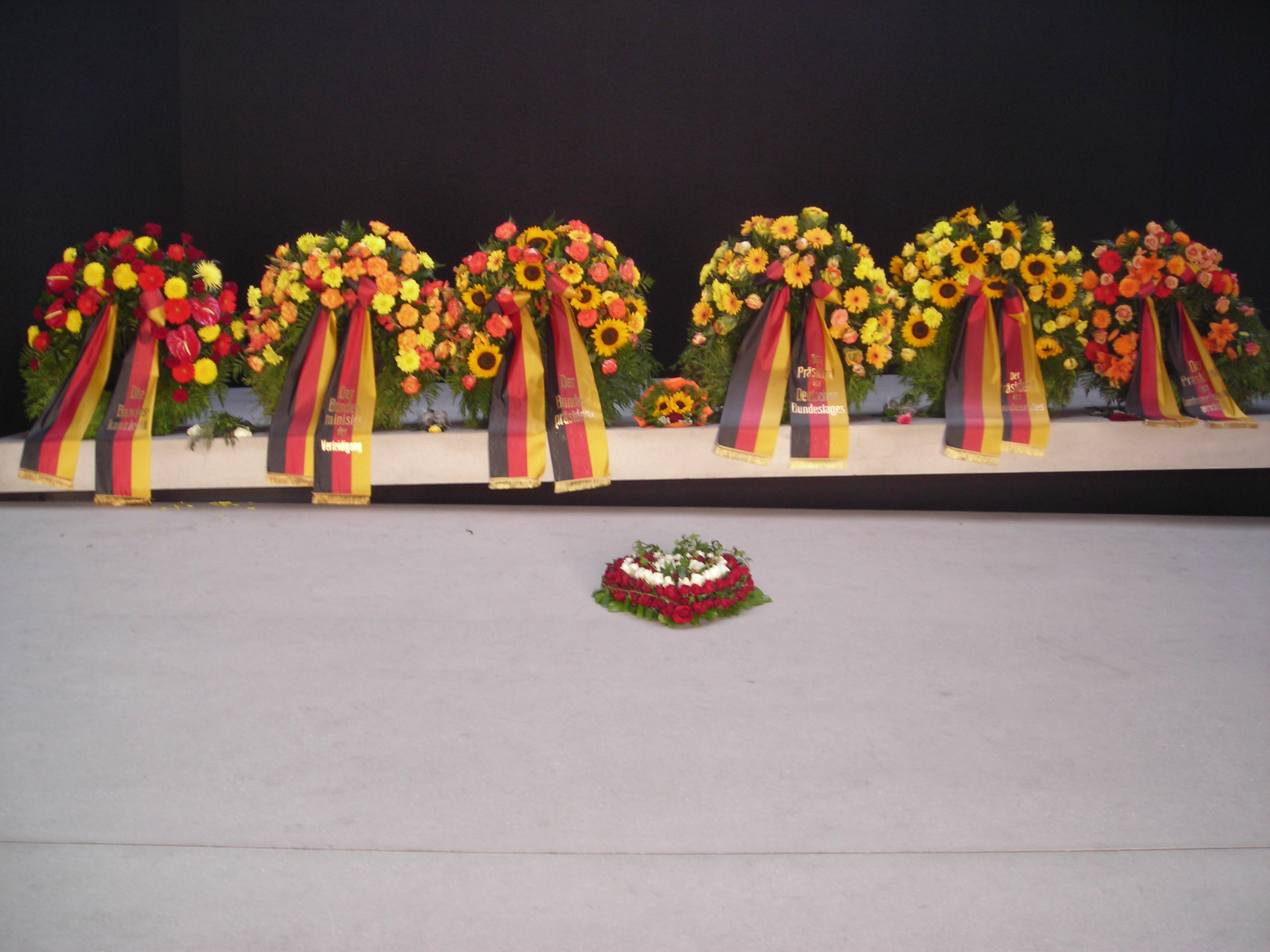
德国联邦国防军纪念碑内的花圈。

德国联邦国防军纪念碑（德語：Ehrenmale der Bundeswehr（复数形式））是德国为纪念在执行任务中牺牲的德国联邦国防军成员设立的若干纪念碑。联邦国防军纪念碑并不是战争纪念建筑，它们纪念的对象都是匿名的，通常是一个军种、一个国防军驻地或一支国防军部队里所有牺牲的成员。

## 德国联邦国防军纪念碑

### 历史
2007年6月13日，时任德国联邦国防部部长弗朗茨·约瑟夫·荣格提出在柏林设立联邦国防军纪念碑的计划。在宣布计划的演讲上，荣格提到他“是在第一次访问阿富汗，见到那里的纪念设施时产生了这个想法”。纪念碑筹备委员会决定采用建筑师安德烈亚斯·梅克的设计。安德烈亚斯的设计，既为一般参观者提供了开放的入口，也为个体悼念活动提供可能。德国国防军总监察长沃尔夫冈·施耐德汉上将强调：“我个人很喜欢这个设计，它让我深感触动。”另外，“德国陆军、海军和空军用他们各自的纪念碑纪念在科布伦茨、菲尔斯滕费尔德布鲁克和拉博埃战死的将士。但直到今天，尚未有一个统一的地方、用一种合适的方式来纪念联邦军所有的牺牲将士。”基于这个原因，荣格决定，在柏林联邦国防部第二办公室本德勒大楼的场院上设立一座纪念碑。2008年11月27日，纪念碑于希尔德布兰德街（Hildebrandstraße）东侧奠基。2009年9月8日，时任联邦总统霍斯特·克勒主持了纪念碑揭幕仪式。

### 设计
这座纪念碑是一座长32米、宽8米、高10米的钢筋混凝土长方体建筑。碑身遮蔽着一个青铜护罩，其上镂空图案是阵亡士兵分成两半的军人身份确认牌的形状。纪念碑内的冥室，共计3100多个牺牲士兵的姓名以大约5秒的间隔投影在墙上。有别于通常纪念碑永久镌刻牺牲者姓名的形式，这里的投影更像是一个视频艺术装置。通过这种方式，不仅避免了英雄崇拜，而且强调了生命无常、死者为大。

### 批评
批评者认为这座纪念碑是一个不成熟的设计。牺牲将士姓名展示的时间过短，而且在阳光过强的时候无法辨认。这样这座建筑就无法满足其作为私人哀悼场所的目的。由于缺乏牺牲者的生平介绍，他们的姓名被剥去了语境，被边缘化。同时，名单的整理工作也并不详尽。其他批评者认为，纪念碑“根本与对牺牲士兵的个人哀悼无关”，而是一座“国家对牺牲士兵的纪念碑，因为他们生前服务于国家。”
德国自由民主党曾试图建议在紧邻国会大厦的地方设立纪念碑，以恰当地体现联邦国防军作为议会军的意义。